# Tsuru
Tsuru (Japans: 都留市, Tsuru-shi) is een Japanse stad in de prefectuur  Yamanashi. In 2014 telde de stad 32.913 inwoners.

## Geschiedenis
Op 29 april 1954 werd Tsuru benoemd tot stad (shi). De stad ontstond die dag door het samenvoegen van 4 omliggende dorpen.

## Partnersteden
- Hendersonville, Verenigde Staten

Steden:
Chuo · Fuefuki · Fujiyoshida · Hokuto · Kai · Kofu (hoofdstad) · Koshu · Minami-Alps · Nirasaki · Otsuki · Tsuru · Uenohara · Yamanashi

Districten:
Kitatsuru · Minamikoma · Minamitsuru · Nishiyatsushiro · Nakakoma
Gemeenten per district